# Puka-Puka
Puka-Puka egy kis, ellipszis alakú atoll sziget a Dél-Csendes-óceánon. A terület politikailag Francia Polinéziához tartozik. Puka-Puka a Tuamotu-szigetek egyik alcsoportjának, a Csalódás szigetcsoportnak a része. A Csalódás-szigetek a Tuamotu szigetcsoport legészakibb részén található. A Csalódás-szigetek másik két tagja Észak-Tepoto (54 fő, 4km2) és Napuka (257 fő, 1km2).
A szigetcsoport legkeletibb szigete Tepoto és a legnyugatibb Puka Puka. A kettő között lévő távolság mintegy 300 km. Ezek a szigetek elég szárazak ahhoz, hogy sűrű népesség élhessen rajtuk. A Puka-Pukához legközelebb lévő atoll, Fakahina 182 km-re van.
Az atoll 6 km hosszú, maximális szélessége 3.3 km. Kis lagúnája erősen iszapos. Az alacsony korallszigetekre jellemzően Puka-Puka száraz, népessége alacsony létszámú. A 2002-es népszámlálás adatai szerint az össznépessége 197 fő volt.  Legnagyobb települése Te One Mahina, 110 lakossal.
A Tuamotu-szigetek többi tagjától eltérően a szigeten Pukapuka nyelven (marquises-szigeteki nyelv) beszélnek.

## Története
Puka-Puka volt az első Tuamotu-szigeteki atoll, amelyet Ferdinand Magellan megpillantott 1521-ben.
Jacob le Maire és Willem Schouten holland felfedezők 1616. április 10-én érkeztek Puka-Puka szigetére a csendes-óceáni utazásuk során. Ők "Honden Island"-nek ("Kutya-sziget") nevezték el az atollt.
1947. július 30-án Thor Heyerdahl és a Kon-Tiki hatfős csapata, először Puka-Puka szárazföldjét látta meg azután, hogy hosszú utat tettek meg tutajukon a perui Callao városból.
A szigeteket teljesen elpusztította az 1996-os trópusi ciklon. Azonban francia segítséggel Te One Mahina települést újból sikerült felépíteni.
1979-ben átadták a Puka-Puka repteret.

## Közigazgatása
Puka-Puka közigazgatási területe (commune) azonos névre hallgat. A terület egyetlen atollja Puka-Puka.